# Joachim Andersen (labdarúgó)
Joachim Andersen (Frederiksberg, 1996. május 31. –) dán válogatott labdarúgó, az angol Crystal Palace hátvédje.

## Pályafutása

### Klubcsapatokban
Andersen a dániai Frederiksberg városában született. Az ifjúsági pályafutását a Greve Fodbold és a Midtjylland csapatában kezdte, majd a holland Twente akadémiájánál folytatta.
2014-ben mutatkozott be a Twente első osztályban szereplő felnőtt keretében. 2017-ben az olasz Sampdoria, majd a francia Lyon szerződtette. A 2020–21-es szezonban az angol első osztályban érdekelt Fulham csapatát erősítette kölcsönben. 2021. július 28-án ötéves szerződést kötött a Crystal Palace együttesével. Először a 2021. augusztus 14-ei, Chelsea ellen 3–0-ra elvesztett mérkőzés 57. percében, Jeffrey Schlupp cseréjeként lépett pályára. Első gólját 2022. augusztus 27-én, a Manchester City ellen idegenben 4–2-es vereséggel zárult találkozón szerezte meg.

### A válogatottban
Andersen az U16-ostól az U21-esig több korosztályos válogatottban is képviselte Dániát.
2019-ben debütált a felnőtt válogatottban. Először a 2019. október 15-ei, Luxemburg ellen 4–0-ra megnyert mérkőzés 83. percében, Simon Kjært váltva lépett pályára.

## Statisztikák
2023. május 28. szerint
| Klub                | Szezon   | Osztály        | Bajnokság | Bajnokság | Kupa  | Kupa | Nemzetközi | Nemzetközi | Összesen | Összesen |
| Klub                | Szezon   | Osztály        | Meccs     | Gól       | Meccs | Gól  | Meccs      | Gól        | Meccs    | Gól      |
| ------------------- | -------- | -------------- | --------- | --------- | ----- | ---- | ---------- | ---------- | -------- | -------- |
| Twente              | 2014–15  | Eredivisie     | 7         | 1         | 1     | 0    | —          | —          | 8        | 1        |
| Twente              | 2015–16  | Eredivisie     | 18        | 1         | 0     | 0    | —          | —          | 18       | 1        |
| Twente              | 2016–17  | Eredivisie     | 22        | 2         | 0     | 0    | —          | —          | 22       | 2        |
| Twente              | 2017–18  | Eredivisie     | 2         | 0         | 0     | 0    | —          | —          | 2        | 0        |
| Twente              | Összesen | Összesen       | 49        | 4         | 1     | 0    | 0          | 0          | 50       | 1        |
| Sampdoria           | 2017–18  | Serie A        | 7         | 0         | 1     | 0    | —          | —          | 8        | 0        |
| Sampdoria           | 2018–19  | Serie A        | 32        | 0         | 2     | 0    | —          | —          | 34       | 0        |
| Sampdoria           | Összesen | Összesen       | 39        | 0         | 3     | 0    | 0          | 0          | 42       | 0        |
| Lyon                | 2019–20  | Ligue 1        | 18        | 1         | 8     | 0    | 6          | 1          | 32       | 2        |
| Lyon                | 2020–21  | Ligue 1        | 3         | 0         | 0     | 0    | —          | —          | 3        | 0        |
| Lyon                | Összesen | Összesen       | 21        | 1         | 8     | 0    | 6          | 1          | 35       | 2        |
| Fulham (kölcsönben) | 2020–21  | Premier League | 31        | 1         | 0     | 0    | —          | —          | 31       | 1        |
| Crystal Palace      | 2021–22  | Premier League | 34        | 0         | 5     | 0    | —          | —          | 39       | 0        |
| Crystal Palace      | 2022–23  | Premier League | 32        | 1         | 1     | 0    | —          | —          | 33       | 1        |
| Crystal Palace      | Összesen | Összesen       | 66        | 1         | 6     | 0    | 0          | 0          | 72       | 1        |
| Összesen            | Összesen | Összesen       | 206       | 4         | 18    | 0    | 6          | 1          | 230      | 5        |

### A válogatottban
| Válogatott | Év       | Pályára lépés | Gól |
| ---------- | -------- | ------------- | --- |
| Dánia      | 2019     | 1             | 0   |
| Dánia      | 2021     | 10            | 0   |
| Dánia      | 2022     | 11            | 0   |
| Dánia      | 2023     | 1             | 0   |
| Összesen   | Összesen | 23            | 0   |

## Sikerei, díjai
Lyon
- Francia Ligakupa
  - Döntős (1): 2019–20